# قایبالی
قایبالی (به ارمنی: Ղայբալիշեն) (ترکی آذربایجانی: Qaybalı) یک منطقهٔ مسکونی در جمهوری آرتساخ است که در استان آسکران واقع شده‌است.